# Peppa malac
A Peppa malac (eredeti cím: Peppa Pig) 2004-től vetített angol televíziós animációs sorozat, amely egy malaccsalád életébe nyújt betekintést. Magyarországon a Minimax, az M2, a Nickelodeon és a Nick Jr. is sugározta.

## Rövid tartalom
Az epizódok mindegyike olyan témájú, mely ismerős a kicsiknek (pl. fürdés, játék, öltözködés), valamint kiváló eszköz az angol nyelv tanulásához, a mindennapi szókincs és a figyelmes kiejtés miatt.
A főcím zenéje a Big Ben harangjátékán alapszik.

## Szereplők
| Szereplő       | Eredeti hang | Magyar hang                                                                                   | Leírás |
| -------------- | --- | --------------------------------------------------------------------------------------------- | --- |
| Peppa          | Lily Snowden-Fine (1. hang) Cecily Bloom (2. hang) Harley Bird (3. hang) Amelie Bea Smith (4. hang)                      | Csifó Dorina (1. hang) Koller Virág (2. hang) Stern Hanna (3. hang)                           | A sorozat főszereplője. Kissé pimasz, parancsolgató kismalac. Van egy Teddy nevű játékmackója. Szeret pocsolyákban ugrabugrálni.                                                                                                  |
| Zsoli          | Oliver May (1. hang) Vincent van Hulzen (2. hang)                                                                        | Czető Ádám (1. hang) Bogdán Gergő (2. hang)                                                   | Peppa kistestvére, legtöbbet használt szava a „Dínó bácsi” (Zsoli játékdínójának neve). Alig tud még beszélni, gondolatait röfögéssel és sírással fejezi ki, de ki tudja mondani a „Nagyapi”, „Nagymami”, „briliáns” szavakat is. |
| Papa malac     | Richard Ridings | Sebestyén András (1. hang) Vass Gábor (2. hang) Forgács Gábor (3. hang) Varga Rókus (4. hang) | Peppa és Zsoli édesapja. Kedves, szórakoztató malac. Szemüveget hord és imád enni. Gyakran okoz kisebb, vicces galibákat, főleg a nagy hasa miatt.                                                                                |
| Mama malac     | Morwenna Banks | Pap Katalin (1. hang) Kerekes Andrea (2. hang)                                                | Peppa és Zsoli édesanyja. Kedves, gondoskodó anyamalac. |
| Nagypapi       | David Graham | Kassai Károly                                                                                 | A kicsik nagypapája, kedves, gondoskodó malac. Hobbija a kertészkedés, ebből adódóan szereti a kertészkedős filmeket. |
| Nagymami       | Frances White | Bessenyei Emma (1. hang) Halász Aranka (2. hang                                               | Peppa és Zsoli nagymamája, kedves, gondoskodó malac. |
| Malac bácsi    | John Sparkes | Pálfai Péter                                                                                  | Papa malac testvére. Testvéréhez hasonlóan imád enni, óriási hasa van. Ebéd után mindig elalszik, és nagyokat horkol. |
| Malac néni     | Alison Snowden (1. hang) Judy Flynn (2. hang)                                                                            | TBA                                                                                           | Papa malac bátyjának felesége, Chloé édesanyja. |
| Chloe          | Eloise May (1. hang) Abigail Daniels (2. hang) Zara Siddiqi (3. hang) Charlotte Potterton (4. hang) Alana Wall (5. hang) | Pekár Adrienn                                                                                 | Malac bácsi lánya. Peppánál idősebb, kedves kismalac. |
| Alexander baba | Oliver May (1. hang) Harley Bird (2. hang) Minnie Kennedy-Parr (3. hang)                                                 | TBA                                                                                           | Chloe kistestvére. |

## Mellékszereplők
| Szereplő           | Eredeti hang                                   | Magyar hang      |
| ------------------ | ---------------------------------------------- | ---------------- |
| Elefánt úr         | Andy Hamilton                                  | TBA              |
| Nyúl asszony       | Sarah Ann Kennedy                              | TBA              |
| Nyúl kisasszony    | Sarah Ann Kennedy                              | Mezei Kitty      |
| Gazella néni       | Morwenna Banks                                 | Sági Tímea       |
| Hörcsög doktor     | Morwenna Banks                                 | TBA              |
| Mackó doktor bácsi | David Rintoul                                  | TBA              |
| Eb nagyapó         | David Rintoul                                  | TBA              |
| Bika úr            | David Rintoul                                  | Dózsa Zoltán     |
| Róka úr            | John Sparkes                                   | TBA              |
| Póni úr            | John Sparkes                                   | TBA              |
| Burgonya úr        | John Sparkes                                   | Berzsenyi Zoltán |
| Zebra úr           | David Graham                                   | Kapácsy Miklós   |
| Zsémbes Nyuszó     | Brian Blessed                                  | TBA              |
| Mókus rendőr       | Judy Flynn                                     | Makay Andrea     |
| Kenguru asszony    | Morwenna Banks (1. hang) Elise Grieg (2. hang) | Gyenis Erika     |

### Peppa barátai
| Szereplő        | Eredeti hang | Magyar hang                                                                                         |
| --------------- | --- | --------------------------------------------------------------------------------------------------- |
| Rebeka Nyuszi   | Hazel Rudd (1. hang) Bethan Lindsay (2. hang) Alice May (3. hang) Arisha Choudhary (4. hang) Sienna Vasir (5. hang)         | Károlyi Lilla (1. hang) Magyar Viktoria (2. hang)                                                   |
| Pedro Póni      | Harrison Oldroyd (1. hang) Stanley Nickless (2. hang) Rohal Soomro (3. hang) Robyn Elwell (4. hang)                         | Császár András (1. hang) Straub Martin (2. hang) Pál Dániel Máté (3. hang) Gyetvai Martin (4. hang) |
| Dani Kutyus     | George Woolford (1. hang) Jadon Mills (2. hang) Joshua Morris (3. hang) Charlie Stewart (4. hang) George Tompsett (5. hang) | Bogdán Gergő (1. hang) Baráth István (2. hang)                                                      |
| Suzy Bari       | Meg Hall (1. hang) Ava Lovell (2. hang) Amber Asmah-Bishop (3. hang)                                                        | Kántor Kitty (1. hang) Engel Iván Lili (2. hang)                                                    |
| Candy Cica      | Daisy Rudd (1. hang) Emma Weston (2. hang) Zara Siddiqi (3. hang) Madison Turner (4. hang) Tallulah Conabeare (5. hang)     | Haffner Anikó                                                                                       |
| Zoé Zebra       | Sian Taylor (1. hang) Isla Gudgeon (2. hang) Georgia Coates (3. hang) Tallulah Conabeare (4. hang)                          | Vági Viktória (1. hang) Szűcs Anna (2. hang)                                                        |
| Emily Elefánt   | Julia Moss (1. hang) Stara Bal (2. hang)                                                                                    | Csuha Bori                                                                                          |
| Richard Nyuszi  | Zoe Baker (1. hang) Rohan Boucher (2. hang) Fin Templer (3. hang)                                                           | TBA                                                                                                 |
| Robi Nyuszi     | Minnie Kennedy-Parr | TBA                                                                                                 |
| Rozi Nyuszi     | Minnie Kennedy-Parr | TBA                                                                                                 |
| Edmund Elefánt  | Jonny Butler (1. hang) Victor Wade (2. hang)                                                                                | TBA                                                                                                 |
| Zuzu Zebra      | Alice May (1. hang) Matilda Green (2. hang) Flo Templer (3. hang)                                                           | TBA                                                                                                 |
| Zaza Zebra      | Alice May (1. hang) Matilda Green (2. hang) Flo Templer (3. hang)                                                           | TBA                                                                                                 |
| Freddy Róka     | Max Miller (1. hang) Jamie Oram (2. hang) Charlie Stewart (3. hang)                                                         | Czető Ádám                                                                                          |
| Wendy Farkas    | Chaniya Mahon (1. hang) Eve Ridley (2. hang)                                                                                | Kobela Kira                                                                                         |
| Delphine Csacsi | Nzilani Franq | Talmács Márta                                                                                       |
| Didier Csacsi   | Aurélie Charbonnier | TBA                                                                                                 |
| Simon Mókus     | Preston Nyman (1. hang) Otto Hall (2. hang) Kieran Vasir (3. hang)                                                          | TBA                                                                                                 |
| Belinda Mackó   | Zara Siddiqi (1. hang) Charlotte Potterton (2. hang)                                                                        | TBA                                                                                                 |
| Gerald Zsiráf   | Leo Templer (1. hang) Harriet Carmichael (2. hang)                                                                          | TBA                                                                                                 |

### Magyar változat (8.évad)
- Narrátor: Dányi Kriszián
- Magyar szöveg: Markwath Zsófi
- Hangmérnök: Darvas Bence
- Vágó: Hegyessy Ákos
- Szinkronrendező: Berzsenyi Zoltán

A szinkront a Laborfilm Szinkronstúdió készítette.

## Évadáttekintés
| Évad | Évad | Epizódok | Eredeti sugárzás    | Eredeti sugárzás     | Magyar sugárzás   | Magyar sugárzás    |
| Évad | Évad | Epizódok | Évadpremier         | Évadfinálé           | Évadpremier       | Évadfinálé         |
| ---- | ---- | -------- | ------------------- | -------------------- | ----------------- | ------------------ |
|      | 1    | 52       | 2004. május 31.     | 2004. november 30.   | TBA               | TBA                |
|      | 2    | 54       | 2006. szeptember 4. | 2007. június 20.     | TBA               | TBA                |
|      | 3    | 52       | 2009. május 4.      | 2010. december 17.   | 2021. február 23. | 2021. december 25. |
|      | 4    | 52       | 2011. május 23.     | 2013. január 1.      | 2022. január 30.  | TBA                |
|      | 5    | 52       | 2016. október 24.   | 2018. szeptember 21. | 2022. január 3.   | 2022. január 30.   |
|      | 6    | 52       | 2019. február 5.    | 2020. október 7.     | TBA               | TBA                |
|      | 7    | 65       | 2021. március 5.    | 2023. február 23.    | 2023. május 6.    | TBA                |
|      | 8    | 52       | 2023. szeptember 4. | 2025. március 30.    | TBA               | TBA                |

## Epizódok

### 1. évad (2004)
| #   | #   | Eredeti cím                     | Magyar cím                    | Rendező                      | Író                          | Eredeti premier    | Magyar premier |
| --- | --- | ------------------------------- | ----------------------------- | ---------------------------- | ---------------------------- | ------------------ | -------------- |
| 1.  | 1.  | Muddy Puddles                   | Sármalacok                    | Mark Baker és Neville Astley | Mark Baker és Neville Astley | 2004. május 31.    | TBA            |
| 2.  | 2.  | Mr Dinosaur Is Lost             | Dinó bácsi elveszett          | Mark Baker és Neville Astley | Mark Baker és Neville Astley | 2004. június 1.    | TBA            |
| 3.  | 3.  | Best Friend                     | A barátnő                     | Mark Baker és Neville Astley | Alison Snowden               | 2004. június 2.    | TBA            |
| 4.  | 4.  | Polly Parrot                    | Polly papagáj                 | Mark Baker és Neville Astley | Mark Baker és Neville Astley | 2004. június 3.    | TBA            |
| 5.  | 5.  | Hide and Seek                   | Bújócska                      | Mark Baker és Neville Astley | Mark Baker és Neville Astley | 2004. június 4.    | TBA            |
| 6.  | 6.  | The Playgroup                   | Az óvoda                      | Mark Baker és Neville Astley | Mark Baker és Neville Astley | 2004. június 6.    | TBA            |
| 7.  | 7.  | Mummy Pig at Work               | Mamának dolgoznia kell        | Mark Baker és Neville Astley | Mark Baker és Neville Astley | 2004. június 7.    | TBA            |
| 8.  | 8.  | Piggy in the Middle             | A labdázás                    | Mark Baker és Neville Astley | Mark Baker és Neville Astley | 2004. június 8.    | TBA            |
| 9.  | 9.  | Daddy Loses His Glasses         | Papának nincs meg a szemüvege | Mark Baker és Neville Astley | Mark Baker és Neville Astley | 2004. június 9.    | TBA            |
| 10. | 10. | Gardening                       | A kis kertészek               | Mark Baker és Neville Astley | Mark Baker és Neville Astley | 2004. június 10.   | TBA            |
| 11. | 11. | Hiccups                         | A csuklás                     | Mark Baker és Neville Astley | Mark Baker és Neville Astley | 2004. június 11.   | TBA            |
| 12. | 12. | Bicycles                        | A bicikli                     | Mark Baker és Neville Astley | Sarah Ann Kennedy            | 2004. június 13.   | TBA            |
| 13. | 13. | Secrets                         | Titkok                        | Mark Baker és Neville Astley | Ange Palethorpe              | 2004. június 14.   | TBA            |
| 14. | 14. | Flying a Kite                   | A sárkány                     | Mark Baker és Neville Astley | Mark Baker és Neville Astley | 2004. június 15.   | TBA            |
| 15. | 15. | Picnic                          | Piknik                        | Mark Baker és Neville Astley | Mark Baker és Neville Astley | 2004. június 16.   | TBA            |
| 16. | 16. | Musical Instruments             | A hangszerek                  | Mark Baker és Neville Astley | Mark Baker és Neville Astley | 2004. június 17.   | TBA            |
| 17. | 17. | Frogs and Worms and Butterflies | Békák, giliszták és pillangók | Mark Baker és Neville Astley | Mark Baker és Neville Astley | 2004. június 18.   | TBA            |
| 18. | 18. | Dressing Up                     | Az álruha                     | Mark Baker és Neville Astley | Mark Baker és Neville Astley | 2004. június 20.   | TBA            |
| 19. | 19. | New Shoes                       | Az új cipő                    | Mark Baker és Neville Astley | Mark Baker és Neville Astley | 2004. június 21.   | TBA            |
| 20. | 20. | The School Fete                 | A suli buli                   | Mark Baker és Neville Astley | Mark Baker és Neville Astley | 2004. június 22.   | TBA            |
| 21. | 21. | Mummy Pig's Birthday            | Mama szülinapja               | Mark Baker és Neville Astley | Mark Baker és Neville Astley | 2004. június 23.   | TBA            |
| 22. | 22. | The Tooth Fairy                 | A fogtündér                   | Mark Baker és Neville Astley | Mark Baker és Neville Astley | 2004. június 24.   | TBA            |
| 23. | 23. | The New Car                     | Az új kocsi                   | Mark Baker és Neville Astley | Mark Baker és Neville Astley | 2004. június 25.   | TBA            |
| 24. | 24. | Treasure Hunt                   | Kincsvadászat                 | Mark Baker és Neville Astley | Mark Baker és Neville Astley | 2004. június 27.   | TBA            |
| 25. | 25. | Not Very Well                   | A nagy beteg                  | Mark Baker és Neville Astley | Mark Baker és Neville Astley | 2004. június 28.   | TBA            |
| 26. | 26. | Snow                            | A hó                          | Mark Baker és Neville Astley | Mark Baker és Neville Astley | 2004. június 29.   | TBA            |
| 27. | 27. | Windy Castle                    | Szeles kastély                | Mark Baker és Neville Astley | Mark Baker és Neville Astley | 2004. június 30.   | TBA            |
| 28. | 28. | My Cousin Chloé                 | Chloe, az unokatesó           | Mark Baker és Neville Astley | Mark Baker és Neville Astley | 2004. július 1.    | TBA            |
| 29. | 29. | Pancakes                        | Palacsinták                   | Mark Baker és Neville Astley | Mark Baker és Neville Astley | 2004. július 2.    | TBA            |
| 30. | 30. | Babysitting                     | Gyerekekre vigyázni           | Mark Baker és Neville Astley | Mark Baker és Neville Astley | 2004. július 4.    | TBA            |
| 31. | 31. | Ballet Lesson                   | Balettóra                     | Mark Baker és Neville Astley | Mark Baker és Neville Astley | 2004. július 5.    | TBA            |
| 32. | 32. | Thunderstorm                    | A vihar                       | Mark Baker és Neville Astley | Mark Baker és Neville Astley | 2004. július 6.    | TBA            |
| 33. | 33. | Cleaning the Car                | Autómosás                     | Mark Baker és Neville Astley | Mark Baker és Neville Astley | 2004. július 7.    | TBA            |
| 34. | 34. | Lunch                           | Az ebéd                       | Mark Baker és Neville Astley | Mark Baker és Neville Astley | 2004. július 8.    | TBA            |
| 35. | 35. | Camping                         | Kempingezés                   | Mark Baker és Neville Astley | Mark Baker és Neville Astley | 2004. július 9.    | TBA            |
| 36. | 36. | The Sleepy Princess             | Az álmos hercegnő             | Mark Baker és Neville Astley | Mark Baker és Neville Astley | 2004. október 28.  | TBA            |
| 37. | 37. | The Tree House                  | A faház                       | Mark Baker és Neville Astley | Mark Baker és Neville Astley | 2004. október 29.  | TBA            |
| 38. | 38. | Fancy Dress Party               | A farsangi buli               | Mark Baker és Neville Astley | Mark Baker és Neville Astley | 2004. október 31.  | TBA            |
| 39. | 39. | The Museum                      | A múzeum                      | Mark Baker és Neville Astley | Mark Baker és Neville Astley | 2004. november 1.  | TBA            |
| 40. | 40. | Very Hot Day                    | Egy forró nap                 | Mark Baker és Neville Astley | Mark Baker és Neville Astley | 2004. november 2.  | TBA            |
| 41. | 41. | Chloé's Puppet Show             | Kloé bábszínháza              | Mark Baker és Neville Astley | Mark Baker és Neville Astley | 2004. november 3.  | TBA            |
| 42. | 42. | Daddy Gets Fit                  | Papa tornázik                 | Mark Baker és Neville Astley | Mark Baker és Neville Astley | 2004. november 4.  | TBA            |
| 43. | 43. | Tidying Up                      | A takarítás                   | Mark Baker és Neville Astley | Mark Baker és Neville Astley | 2004. november 5.  | TBA            |
| 44. | 44. | The Playground                  | A játszótér                   | Mark Baker és Neville Astley | Mark Baker és Neville Astley | 2004. november 7.  | TBA            |
| 45. | 45. | Daddy Puts up a Picture         | Papa feltesz egy képet        | Mark Baker és Neville Astley | Mark Baker és Neville Astley | 2004. november 8.  | TBA            |
| 46. | 46. | At the Beach                    | A parton                      | Mark Baker és Neville Astley | Mark Baker és Neville Astley | 2004. november 9.  | TBA            |
| 47. | 47. | Mister Skinnylegs               | Pók uram                      | Mark Baker és Neville Astley | Alison Snowden               | 2004. november 10. | TBA            |
| 48. | 48. | Grandpa Pig's Boat              | Nagypapa hajója               | Mark Baker és Neville Astley | Mark Baker és Neville Astley | 2004. november 11. | TBA            |
| 49. | 49. | Shopping                        | Bevásárlás                    | Mark Baker és Neville Astley | Sarah Ann Kennedy            | 2004. november 12. | TBA            |
| 50. | 50. | My Birthday Party               | A szülinapi buli              | Mark Baker és Neville Astley | Mark Baker és Neville Astley | 2004. november 28. | TBA            |
| 51. | 51. | Daddy's Movie Camera            | Papa malac kamerája           | Mark Baker és Neville Astley | Mark Baker és Neville Astley | 2004. november 29. | TBA            |
| 52. | 52. | School Play                     | A színdarab                   | Mark Baker és Neville Astley | Mark Baker és Neville Astley | 2004. november 30. | TBA            |

### 2. évad (2006-2007)
| #    | #   | Eredeti cím                      | Magyar cím                | Rendező                      | Író                          | Eredeti premier      | Magyar premier |
| ---- | --- | -------------------------------- | ------------------------- | ---------------------------- | ---------------------------- | -------------------- | -------------- |
| 53.  | 1.  | Bubbles                          | Buborékok                 | Mark Baker és Neville Astley | Mark Baker és Neville Astley | 2006. szeptember 4.  | TBA            |
| 54.  | 2.  | Emily Elephant                   | Emily elefánt             | Mark Baker és Neville Astley | Mark Baker és Neville Astley | 2006. szeptember 5.  | TBA            |
| 55.  | 3.  | Polly's Holiday                  | Polly nyaral              | Mark Baker és Neville Astley | Alison Snowden               | 2006. szeptember 6.  | TBA            |
| 56.  | 4.  | Teddy's Day Out                  | Maci kirándul             | Mark Baker és Neville Astley | Mark Baker és Neville Astley | 2006. szeptember 7.  | TBA            |
| 57.  | 5.  | Mysteries                        | Nyomozás                  | Mark Baker és Neville Astley | Mark Baker és Neville Astley | 2006. szeptember 8.  | TBA            |
| 58.  | 6.  | George's Friend                  | Zsoli barátja             | Mark Baker és Neville Astley | Mark Baker és Neville Astley | 2006. szeptember 11. | TBA            |
| 59.  | 7.  | Mr. Scarecrow                    | A madárijesztő            | Mark Baker és Neville Astley | Mark Baker és Neville Astley | 2006. szeptember 12. | TBA            |
| 60.  | 8.  | Windy Autumn Day                 | Szeles őszi nap           | Mark Baker és Neville Astley | Mark Baker és Neville Astley | 2006. szeptember 13. | TBA            |
| 61.  | 9.  | The Time Capsule                 | Az időkapszula            | Mark Baker és Neville Astley | Mark Baker és Neville Astley | 2006. szeptember 14. | TBA            |
| 62.  | 10. | Rock Pools                       | Sziklatócsák              | Mark Baker és Neville Astley | Mark Baker és Neville Astley | 2006. szeptember 15. | TBA            |
| 63.  | 11. | Recycling                        | Újrahasznosítás           | Mark Baker és Neville Astley | Mark Baker és Neville Astley | 2006. szeptember 18. | TBA            |
| 64.  | 12. | The Boat Pond                    | Hajókázás                 | Mark Baker és Neville Astley | Mark Baker és Neville Astley | 2006. szeptember 19. | TBA            |
| 65.  | 13. | Traffic Jam                      | Forgalmi dugó             | Mark Baker és Neville Astley | Mark Baker és Neville Astley | 2006. szeptember 20. | TBA            |
| 66.  | 14. | Bedtime                          | Lefekvés                  | Mark Baker és Neville Astley | Mark Baker és Neville Astley | 2006. szeptember 21. | TBA            |
| 67.  | 15. | Sports Day                       | Sportnap                  | Mark Baker és Neville Astley | Mark Baker és Neville Astley | 2006. december 25.   | TBA            |
| 68.  | 16. | The Eye Test                     | A szemvizsgálat           | Mark Baker és Neville Astley | Mark Baker és Neville Astley | 2006. december 26.   | TBA            |
| 69.  | 17. | Granddad Dog's Garage            | Kutyanagyapó műhelye      | Mark Baker és Neville Astley | Mark Baker és Neville Astley | 2006. december 27.   | TBA            |
| 70.  | 18. | Foggy Day                        | Ködös nap                 | Mark Baker és Neville Astley | Mark Baker és Neville Astley | 2006. december 28.   | TBA            |
| 71.  | 19. | Jumble Sale                      | Jótékonysági vásár        | Mark Baker és Neville Astley | Mark Baker és Neville Astley | 2006. december 29.   | TBA            |
| 72.  | 20. | Swimming                         | Úszás                     | Mark Baker és Neville Astley | Chris Parker                 | 2007. január 1.      | TBA            |
| 73.  | 21. | Tiny Creatures                   | Apró lények               | Mark Baker és Neville Astley | Mark Baker és Neville Astley | 2007. január 2.      | TBA            |
| 74.  | 22. | Daddy Pig's Office               | Papa irodája              | Mark Baker és Neville Astley | Mark Baker és Neville Astley | 2007. január 3.      | TBA            |
| 75.  | 23. | Pirate Island                    | A kalózok szigete         | Mark Baker és Neville Astley | Mark Baker és Neville Astley | 2007. január 4.      | TBA            |
| 76.  | 24. | George Catches a Cold            | Zsoli megfázik            | Mark Baker és Neville Astley | Mark Baker és Neville Astley | 2007. január 5.      | TBA            |
| 77.  | 25. | The Balloon Ride                 | A hőlégballon             | Mark Baker és Neville Astley | Mark Baker és Neville Astley | 2007. január 8.      | TBA            |
| 78.  | 26. | George's Birthday                | Zsoli születésnapja       | Mark Baker és Neville Astley | Mark Baker és Neville Astley | 2007. január 9.      | TBA            |
| 79.  | 27. | The Long Grass                   | A magas fű                | Mark Baker és Neville Astley | Mark Baker és Neville Astley | 2007. március 5.     | TBA            |
| 80.  | 28. | Zoë Zebra the Postman's Daughter | Zoé zebra, a postás lánya | Mark Baker és Neville Astley | Mark Baker és Neville Astley | 2007. március 6.     | TBA            |
| 81.  | 29. | Painting                         | Festés                    | Mark Baker és Neville Astley | Chris Parker                 | 2007. március 7.     | TBA            |
| 82.  | 30. | Cuckoo Clock                     | A kakukkos óra            | Mark Baker és Neville Astley | Chris Parker                 | 2007. március 8.     | TBA            |
| 83.  | 31. | The Baby Piggy                   | A babamalac               | Mark Baker és Neville Astley | Neville Astley és Mark Baker | 2007. március 9.     | TBA            |
| 84.  | 32. | Grandpa's Little Train           | A Nagypapi kis vonata     | Mark Baker és Neville Astley | Neville Astley és Mark Baker | 2007. március 12.    | TBA            |
| 85.  | 33. | The Cycle Ride                   | A biciklitúra             | Mark Baker és Neville Astley | Neville Astley és Mark Baker | 2007. március 13.    | TBA            |
| 86.  | 34. | Ice Skating                      | Korcsolyázás              | Mark Baker és Neville Astley | Neville Astley és Mark Baker | 2007. március 14.    | TBA            |
| 87.  | 35. | The Dentist                      | A fogorvos                | Mark Baker és Neville Astley | Chris Parker                 | 2007. március 15.    | TBA            |
| 88.  | 36. | Dens                             | Rejtekhelyek              | Mark Baker és Neville Astley | Chris Parker                 | 2007. március 16.    | TBA            |
| 89.  | 37. | Pretend Friend                   | A képzelt barát           | Mark Baker és Neville Astley | Chris Parker                 | 2007. március 19.    | TBA            |
| 90.  | 38. | School Bus Trip                  | Osztálykirándulás         | Mark Baker és Neville Astley | Neville Astley és Mark Baker | 2007. március 20.    | TBA            |
| 91.  | 39. | Rebecca Rabbit                   | Rebeka nyuszi             | Mark Baker és Neville Astley | Neville Astley és Mark Baker | 2007. március 21.    | TBA            |
| 92.  | 40. | Nature Trail                     | Természetjárás            | Mark Baker és Neville Astley | Neville Astley és Mark Baker | 2007. március 22.    | TBA            |
| 93.  | 41. | Pen Pal                          | Levelezőtárs              | Mark Baker és Neville Astley | Chris Parker                 | 2007. június 5.      | TBA            |
| 94.  | 42. | Granny and Grandpa's Attic       | A nagyiék padlása         | Mark Baker és Neville Astley | Neville Astley és Mark Baker | 2007. június 6.      | TBA            |
| 95.  | 43. | The Quarrel                      | A veszekedés              | Mark Baker és Neville Astley | Neville Astley és Mark Baker | 2007. június 7.      | TBA            |
| 96.  | 44. | The Toy Cupboard                 | A játéktartó              | Mark Baker és Neville Astley | Neville Astley és Mark Baker | 2007. június 8.      | TBA            |
| 97.  | 45. | School Camp                      | A táborozás               | Mark Baker és Neville Astley | Chris Parker                 | 2007. június 11.     | TBA            |
| 98.  | 46. | Captain Daddy Pig                | Papa, a kapitány          | Mark Baker és Neville Astley | Neville Astley és Mark Baker | 2007. június 12.     | TBA            |
| 99.  | 47. | The Powercut                     | Áramszünet                | Mark Baker és Neville Astley | Neville Astley és Mark Baker | 2007. június 13.     | TBA            |
| 100. | 48. | Bouncy Ball                      | Labda                     | Mark Baker és Neville Astley | Neville Astley és Mark Baker | 2007. június 14.     | TBA            |
| 101. | 49. | Stars                            | Csillagok                 | Mark Baker és Neville Astley | Chris Parker                 | 2007. június 15.     | TBA            |
| 102. | 50. | Daddy Pig's Birthday             | Papa születésnapja        | Mark Baker és Neville Astley | Neville Astley és Mark Baker | 2007. június 18.     | TBA            |
| 103. | 51. | Sleepover                        | Ottalvós buli             | Mark Baker és Neville Astley | Chris Parker                 | 2007. június 19.     | TBA            |
| 104. | 52. | Cold Winter Day                  | Hideg téli nap            | Mark Baker és Neville Astley | Neville Astley és Mark Baker | 2007. június 20.     | TBA            |
| 105. | 53. | Peppa's Christmas                | Peppa malac karácsonya    | Mark Baker és Neville Astley | Mark Baker és Neville Astley | 2007. december 25.   | TBA            |
| 106. | 54. | Peppa's Christmas                | Peppa malac karácsonya    | Mark Baker és Neville Astley | Mark Baker és Neville Astley | 2007. december 25.   | TBA            |

### 3. évad
1. Peppa dolgozik (Work and Play)
2. A szivárvány (The Rainbow)
3. Pedro köhög (Pedro's Cough)
4. A könyvtár (The Library)
5. A lakóautó (The Camper Van)
6. A kempingezés (Camping Holiday)
7. A komposzt (Compost)
8. Ricsi nyuszi átjön játszani (Richard Rabbit Comes to Play)
9. A jótékonysági futás (Fun Run)
10. A mosás (Washing)
11. A hajókirándulás (Polly's Boat Trip)
12. Csacsi látogatása (Delphine Donkey)
13. A tűzoltóság (The Fire Engine)
14. Peppa hercegnő (Princess Peppa)
15. Teddy kalandja (Teddy Playgroup)
16. Kalózszülinap (Danny's Pirate Party)
17. Burgonya úr és a torna (Mr. Potato Comes to Town)
18. A vonatozás (The Train Ride)
19. Nagymama tyúkjai (Granny Pig's Chickens)
20. A tehetségnap (Talent Day)

21. Utazás a holdra (A Trip To the Moon)
22. Nagypapa a játszótéren (Grandpa at the Playground)
23. Gerzson az aranyhal (Goldie the Fish)
24. A vidámpark (Funfair)
25. Számok (Numbers)
26. Az útfelbontás (Digging up the Road)
27. Freddy róka (Freddy Fox)
28. Fütyülés (Whistling)
29. Hörcsög doktornő teknőse (Doctor Hamster's Tortoise)
30. Nap, tenger és hó (Sun, Sea and Snow)
31. Nagypapa számítógépe (Grandpa Pig's Computer)
32. A kórház (Hospital)
33. Tavasz (Spring)
34. Nyúl asszony helikoptere (Miss Rabbit's Helicopter)
35.  Alexander baba (Baby Alexander)
36. A világítótorony (Grampy Rabbit's Lighthouse)
37. Nyúl asszony beteg (Miss Rabbit's Day Off)
38. A titkos klub (The Secret Club)
39. Zsémbes nyuszó hajóműhelye (Grampy Rabbit's Boatyard)
40. A zene-bona (Shake, Rattle and Bang)
41. A bajnok (Champion Daddy Pig)
42. Locsi-fecsi (Chatterbox)
43. Róka úr furgonja (Mr. Fox's Van)
44. Chloé nagy barátai (Chloé's Big Friends)
45. A tornaóra (Gym Class)
46. A szederbokor (The Blackberry Bush)
47. Agyagozás (Pottery)
48. Papír repülőgép (Paper Aeroplanes)
49. Edmond elefánt születésnapja (Edmond Elephant's Birthday)
50. A világ legnagyobb tócsája (The Biggest Muddy Puddle in the World)

### 4. évad
1. Burgonya város (Potato City)
2. Az új ház (The New House)
3. Kosárlabda (Basketball)
4. Csillog villog paci (Horsey Twinkle Toes)
5. A rosszcsont teknős (Naughty Tortoise)
6. Róka úr boltja (Mr Fox's Shop)
7. Árnyak (Shadows)
8. Nemzetközi nap (International Day)
9. Esős napi játékok (The Rainy Day Game)
10. Nyúl asszony pocakja (Mummy Rabbit's Bump)
11. Pedro, a cowboy (Pedro The Cowboy)
12. Peppa és Zsoli kertje (Peppa and George's Garden)
13. A repülő állatorvos (The Flying Vet)
14. Kati a kenguru (Kylie Kangaroo)
15. Eb papa kapitány (Captain Daddy Dog)
16. Zsémbes nyuszó dinoszaurusz parkja (Grampy Rabbit's Dinosaur Park)
17. Esti mese (Bedtime Story)
18. Az elveszett kulcs (Lost Keys)
19. Zsoli új dinoszaurusza (George's New Dinosaur)
20. Nagypapi mentővonata (Grandpa Pig's Train To The Rescue)
21. Kedvencek versenye (The Pet Competition)
22. A pókháló (Spider Web)
23. Egy zajos éjszaka (The Noisy Night)
24. A kívánságkút (The Wishing Well)
25. Burgonya úr karácsonyi showja (Mr Potato's Christmas Show)
26. Gazella néni búcsú partija (Madame Gazelle's Leaving Party)
27. A királynő (The Queen)
28. A lakatlan sziget (Desert Island)
29. Parfüm (Perfume)
30. Az iskolai zsúr (The Children's Fete)
31. Az akvárium (The Aquarium)
32. Zsoli versenyautója (George's Racing Car)
33. A csónak (The Little Boat)
34. A homokozó (The Sandpit)
35. Éjszakai állatok (Night Animals)
36. Hurrá, nyaralunk (Flying on Holiday)
37. A nyaraló (The Holiday House)
38. Napsütéses nyaralás (Holiday in the Sun)
39. A nyaralás vége (The End of the Holiday)
40. Tükrök (Mirrors)
41. Pedro elkésik (Pedro is Late)
42. Kerti játékok (Garden Games)
43. Menjünk csónakázni (Going Boating)
44. Bika úr a porcelán boltban ( Mr Bull in a China Shop)
45. Gyümölcs (Fruit)
46. Zsoli lufija (George's Balloon)
47. Peppa cirkusza (Peppa's circus)
48. A halastó (The Fish Pond)
49. Havas hegység (Snowy Mountain)
50. Zsémbes nyuszó az űrben (Grampy Rabbit in Space)
51. Réges-régen (The Olden Days)
52. Kalózok kincse (Pirate Treasure)

### 7. évad
| # | # | Eredeti cím | Magyar cím                      | Eredeti premier | Magyar premier      |
| - | - | ----------- | ------------------------------- | --------------- | ------------------- |
|   |   |             | Ejtőernyős ugrás                |                 | 2023. május 6.      |
|   |   |             | Gerald zsiráf                   |                 | 2023. május 6.      |
|   |   |             | Színlelős játék                 |                 | 2023. május 13.     |
|   |   |             | Rollerek                        |                 | 2023. május 20.     |
|   |   |             | Tökverseny                      |                 | 2023. május 20.     |
|   |   |             | Táncra fel!                     |                 | 2023. május 27.     |
|   |   |             | London                          |                 | 2023. május 27.     |
|   |   |             | Szimpla tudomány                |                 | 2023. május 28.     |
|   |   |             | A húsvéti nyuszi                |                 | 2023. június 3.     |
|   |   |             | Iskolai projekt                 |                 | 2023. június 4.     |
|   |   |             | Rendőrség                       |                 | 2023. június 4.     |
|   |   |             | Mama malac könyve               |                 | 2023. június 10.    |
|   |   |             | Az állatkert                    |                 | 2023. június 10.    |
|   |   |             | A vadon                         |                 | 2023. június 11.    |
|   |   |             | Szörfözés                       |                 | 2023. június 11.    |
|   |   |             | A Nagy-korallzátony             |                 | 2023. június 18.    |
|   |   |             | Bumeráng                        |                 | 2023. június 18.    |
|   |   |             | Gyerekdalok                     |                 | 2023. június 24.    |
|   |   |             | Ásóbirodalom                    |                 | 2023. június 24.    |
|   |   |             | A plüsskórház                   |                 | 2023. június 25.    |
|   |   |             | Wendy farkas szülinapja         |                 | 2023. június 25.    |
|   |   |             | Zsoli sapkája                   |                 | 2023. július 1.     |
|   |   |             | A csatornahajó                  |                 | 2023. július 2.     |
|   |   |             | Nagypapi üvegháza               |                 | 2023. július 2.     |
|   |   |             | A vitorlás hajó                 |                 | 2023. július 8.     |
|   |   |             | Álarcok                         |                 | 2023. július 8.     |
|   |   |             | Molly vakond                    |                 | 2023. július 9.     |
|   |   |             | Puha játszóház                  |                 | 2023. július 15.    |
|   |   |             | A piac                          |                 | 2023. július 16.    |
|   |   |             | Mikulás                         |                 | 2023. július 22.    |
|   |   |             | Peppa Párizsba megy             |                 | 2023. július 22.    |
|   |   |             | Nagypapi tava                   |                 | 2023. július 23.    |
|   |   |             | A rendőrőrs                     |                 | 2023. augusztus 5.  |
|   |   |             | A mentőautó                     |                 | 2023. augusztus 19. |
|   |   |             | Doktorok                        |                 | 2023. augusztus 19. |
|   |   |             | Szuperburgonya                  |                 | 2023. augusztus 20. |
|   |   |             | Zsémbes Nyuszó légpárnás hajója |                 | 2023. augusztus 20. |
|   |   |             | A csillagmatrica                |                 | 2023. augusztus 26. |
|   |   |             | Barlangok                       |                 | 2023. október 6.    |
|   |   |             | Nagypapik játékrepülője         |                 | 2023. október 6.    |
|   |   |             | Zsolt új ruhája                 |                 | 2023. október 6.    |
|   |   |             | Gazella néni háza               |                 | 2023. október 7.    |
|   |   |             | A hosszú vonatút                |                 | 2023. október 7.    |
|   |   |             | Suzy elmegy                     |                 | 2023. október 7.    |
|   |   |             | Törpeország                     |                 | 2023. október 8.    |
|   |   |             | Bélyegek                        |                 | 2023. október 8.    |